# Telopea speciosissima

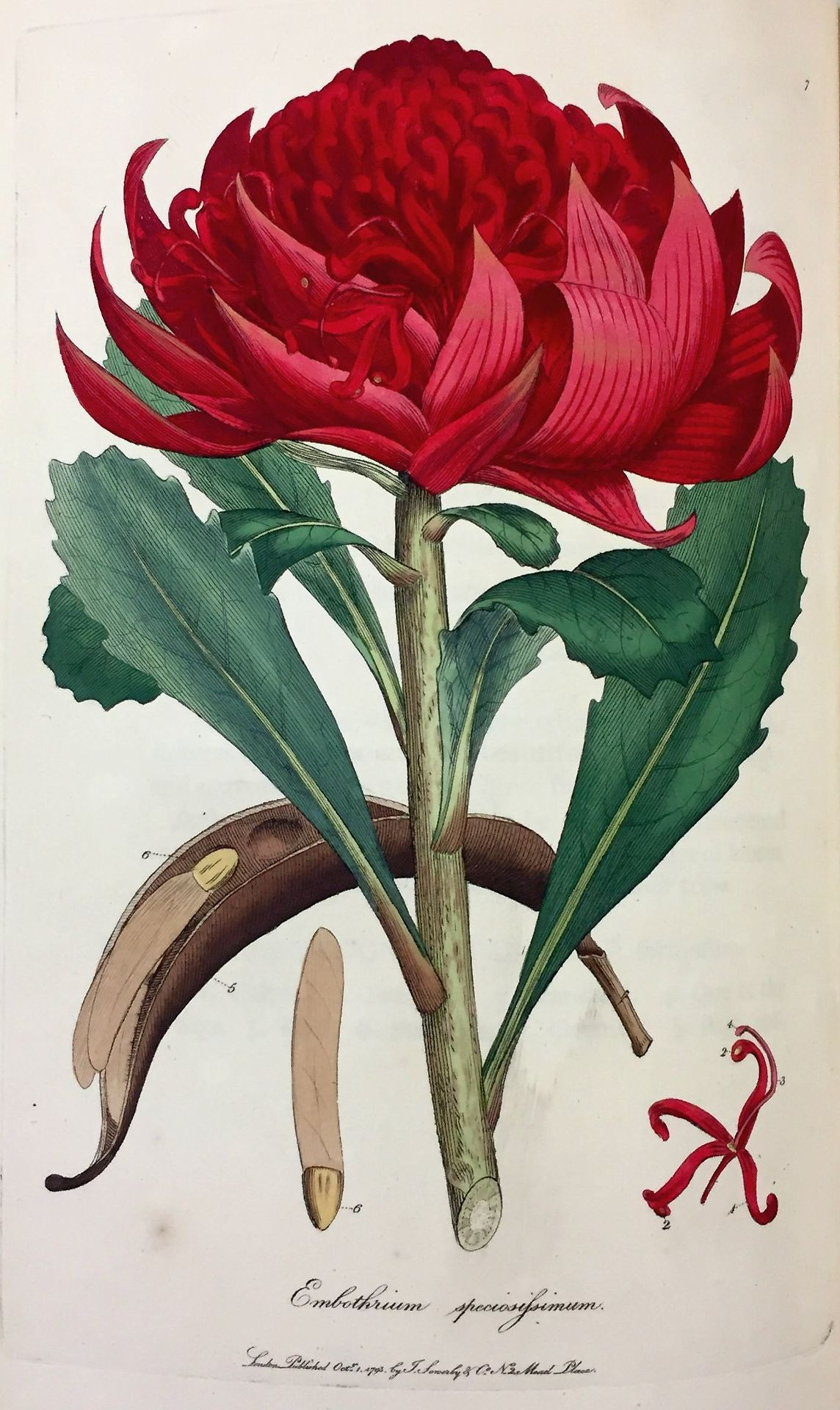
Telopea speciosissima. Ботанічна ілюстрація з книги «A Specimen of the Botany of New Holland» Джеймса Едварда Сміта.

Telopea speciosissima — вид чагарників родини протейних, росте на південному сході Австралії у штаті Новий Південний Уельс. Ендемік штату і його квіткова емблема. Місцева назва — англ. waratah.
Етимологія: лат. Telopea speciosissima — «Телопея прекрасна».

## Ботанічний опис
Кущ до 3–4 метри заввишки з одним або декількома стеблами.
Листя чергове, темно-зелене, щільне, шкірясте, з зубчастим краєм, 13–25 см завдовжки.
Суцвіття темно-червоні, діаметром 7–10 см, оточені приквітками 5–7 см завдовжки, і складені з сотень окремих квіток.
Плоди великі, коричневі, стручки розкриваються вздовж однієї зі сторін, випускаючи крилаті насіння.

## Поширення
Вид зустрічається у прибережній частині штату Новий Південний Уельс від міста Аллагалла до гір Ватаган, а також у Блакитних горах.
Росте на піщаних ґрунтах у лісах з відкритим верхнім пологом.

## Культурне значення
Telopea speciosissima була оголошена офіційною квіткової емблемою Нового Південного Уельсу 24 жовтня 1962 року.

## Галерея

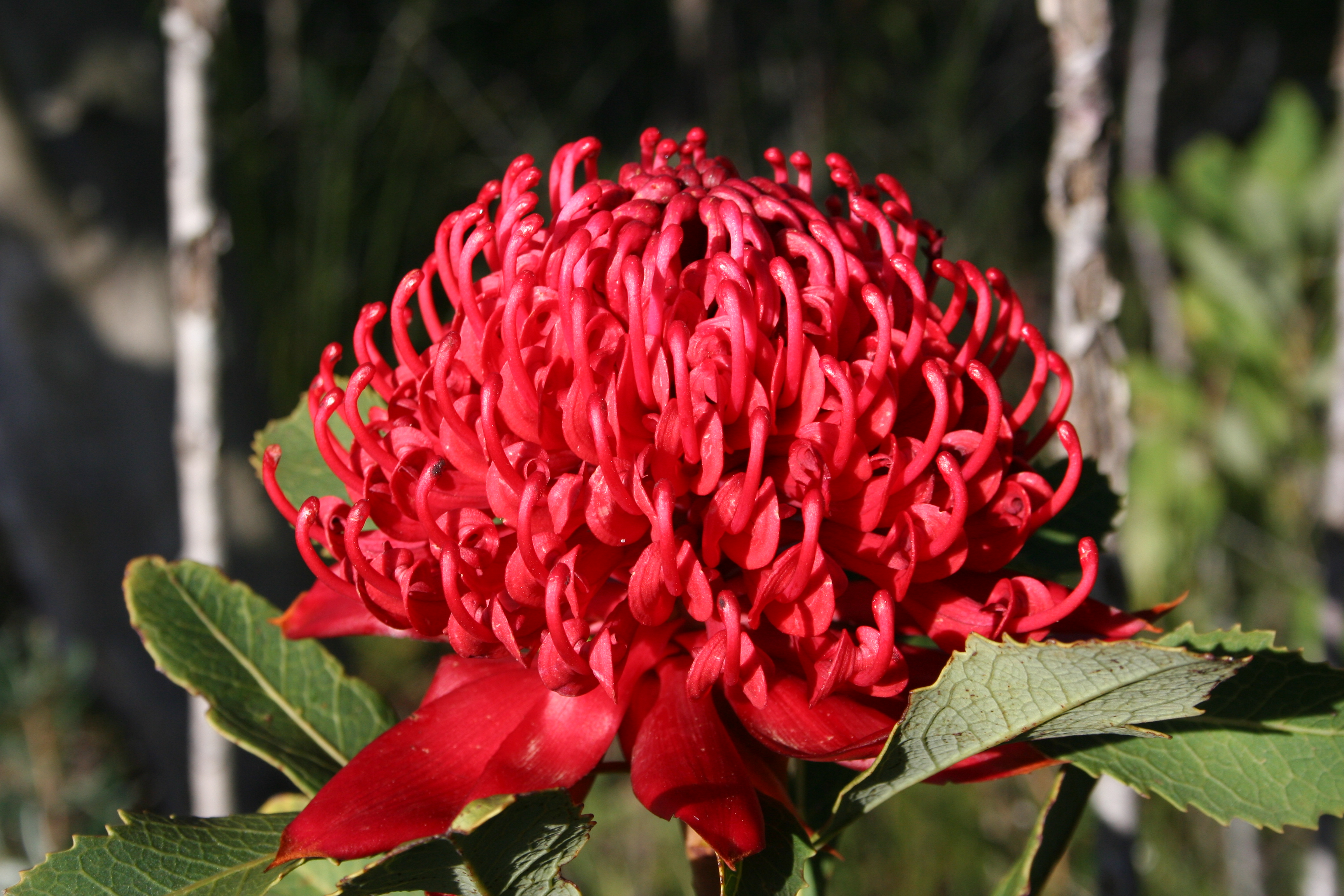
Квітка Telopea speciosissima у Королівському національному парку (Новий Південний Уельс).
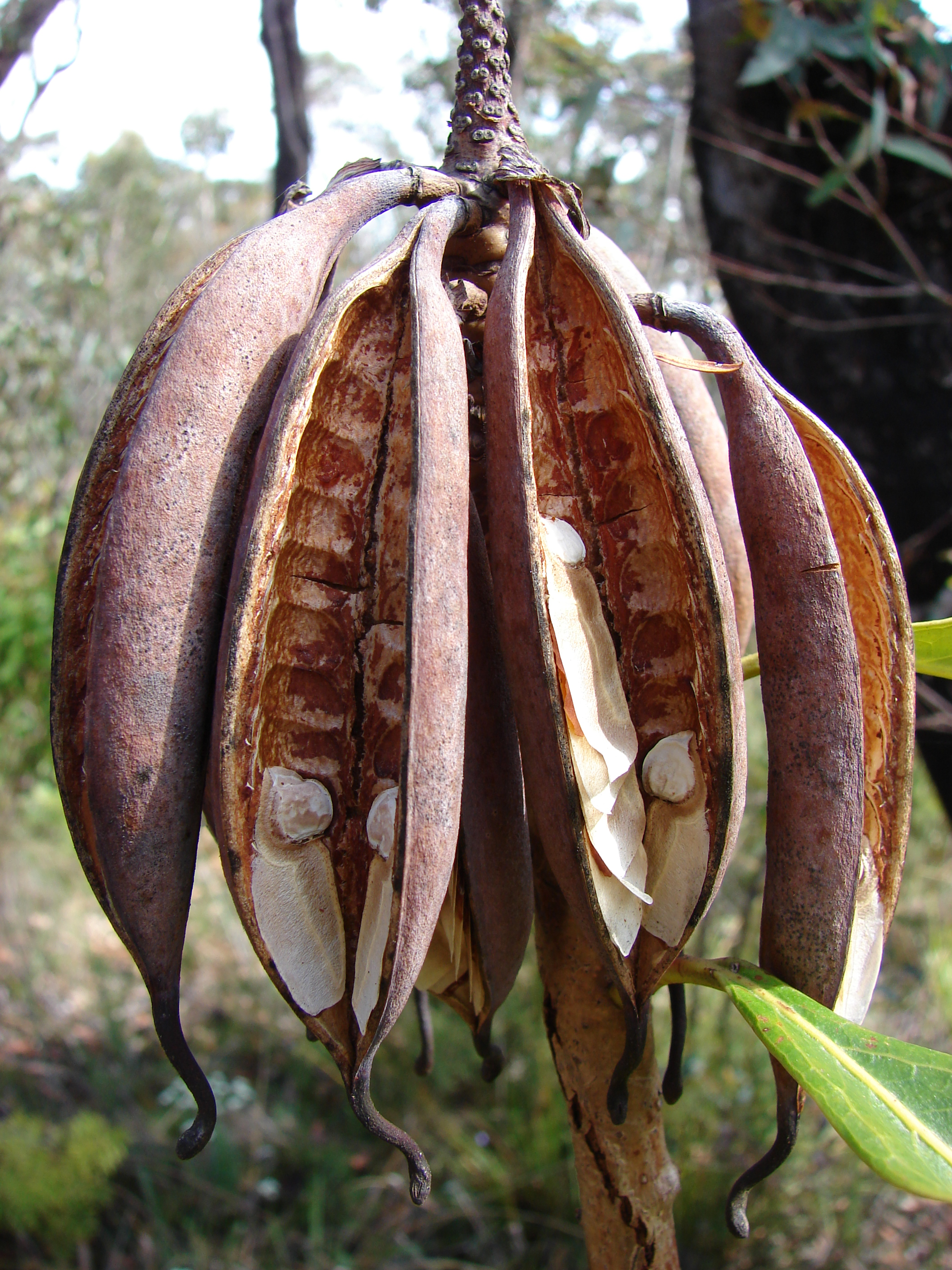
Насінні стручки
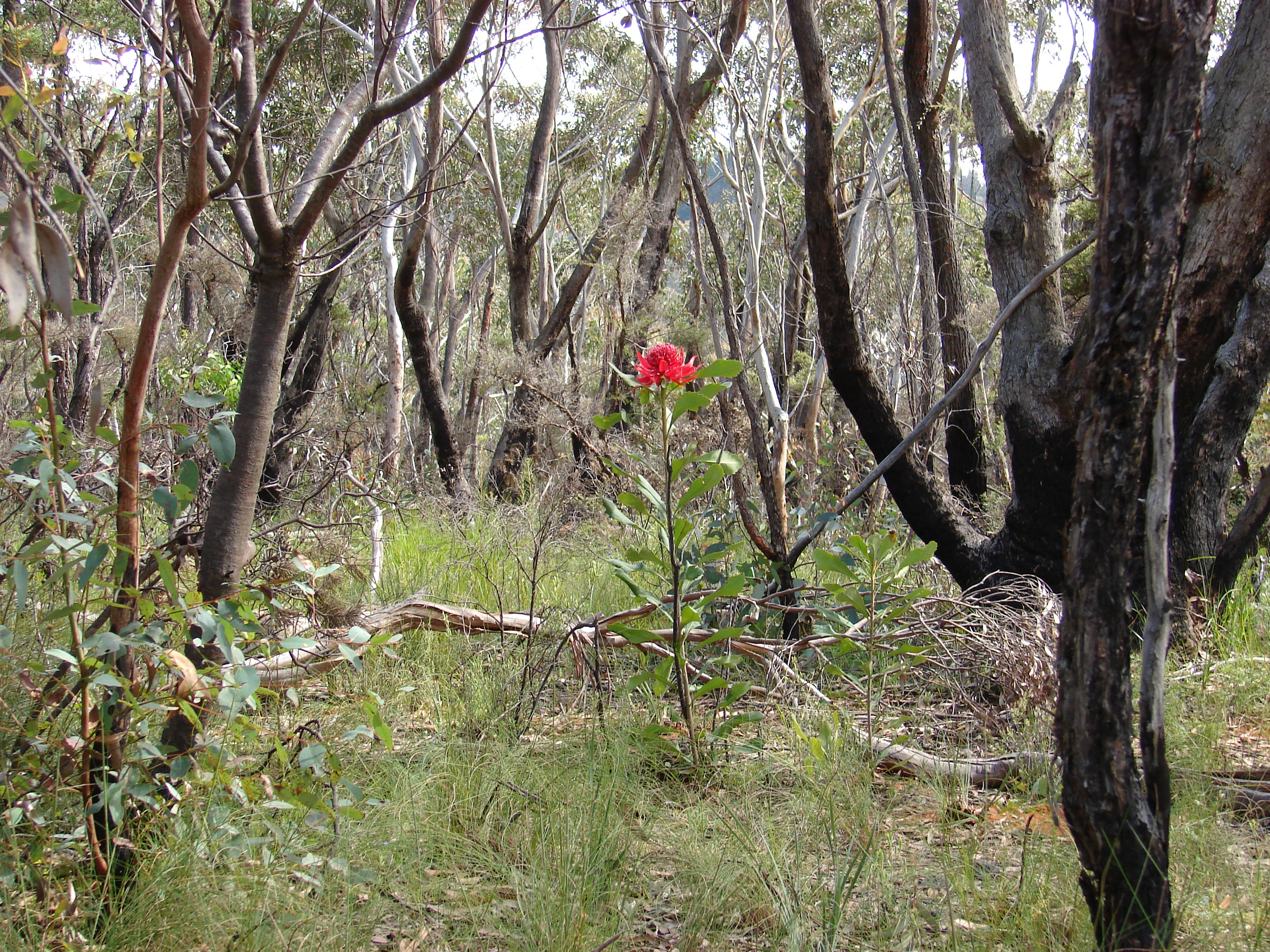
Telopea speciosissima у лісі.
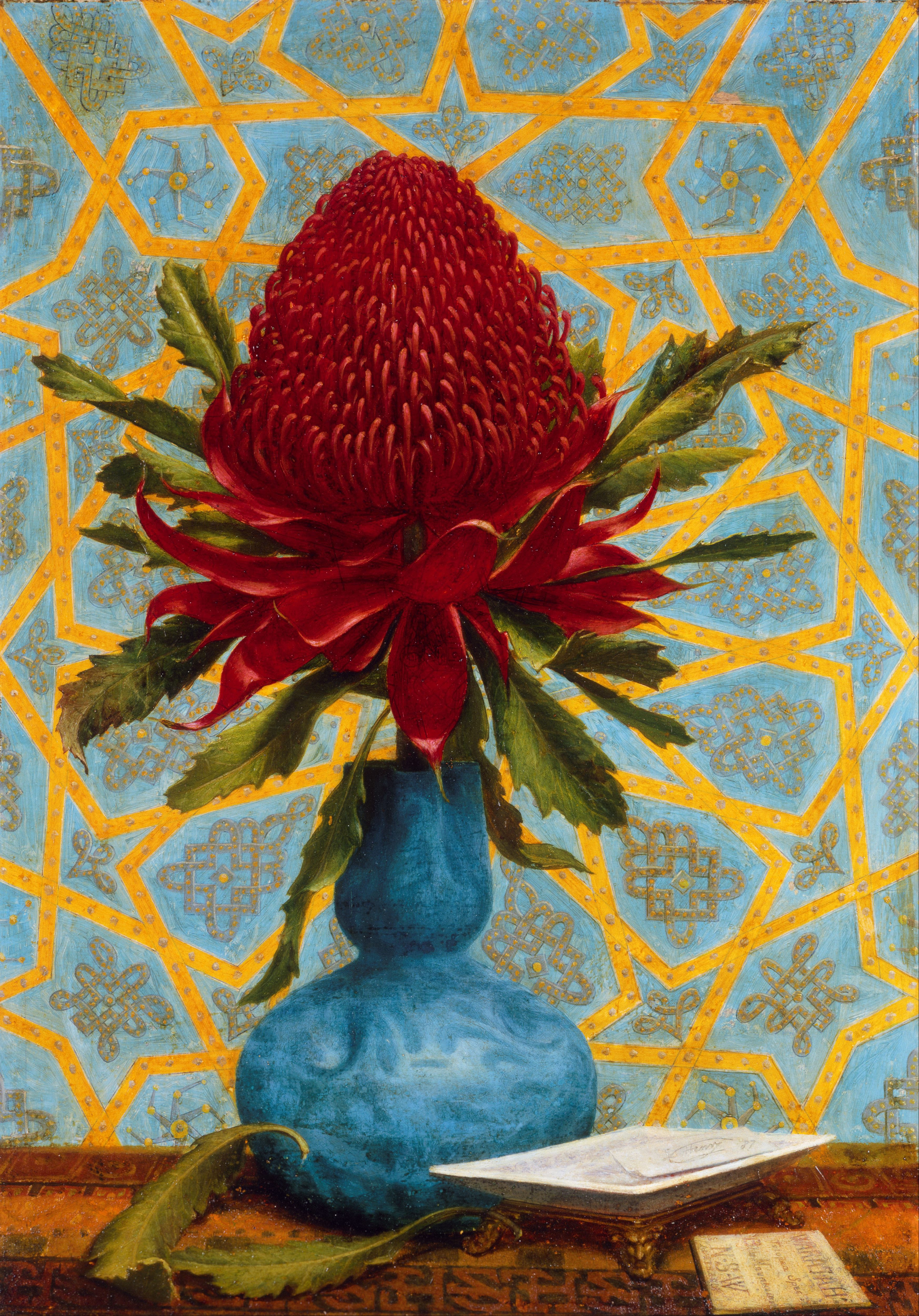
Люсьєн Генрі, «Waratah», 1887, Художня галерея Нового Південного Уельсу.
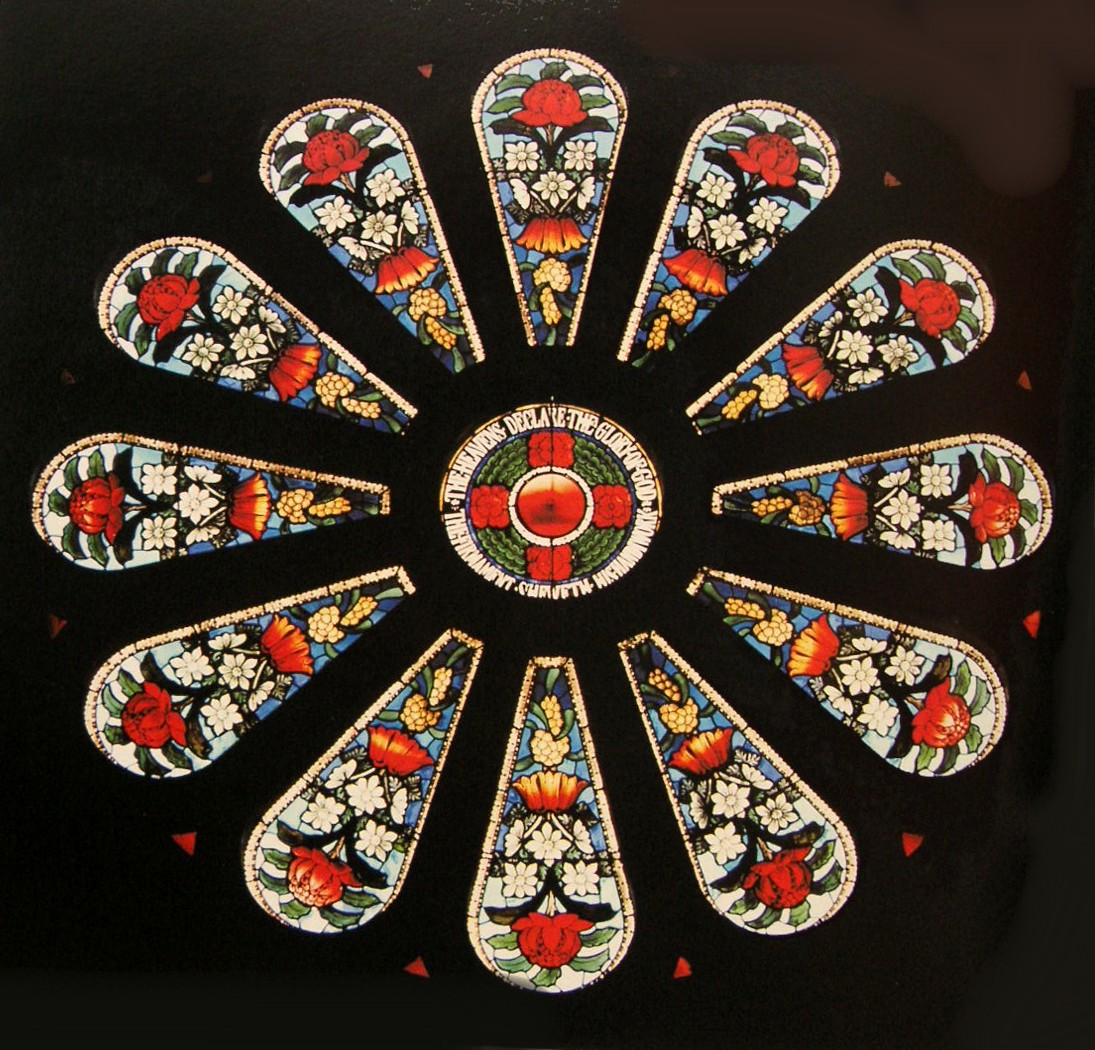
Альфред Гендель, вітраж у соборі Преподобного Беди (Драммойн).